# رقص رقص (فیلم)
رقص رقص (به هندی: Dance Dance) فیلمی محصول سال ۱۹۸۷ و به کارگردانی بابار سوباش است. در این فیلم بازیگرانی همچون میتون چاکرابورتی، اسمیتا پاتیل، مانداکینی، دالیپ تاهیل، آمریش پوری، ام شیوپوری، شاکتی کاپور ایفای نقش کرده‌اند.